# Виндбойтель

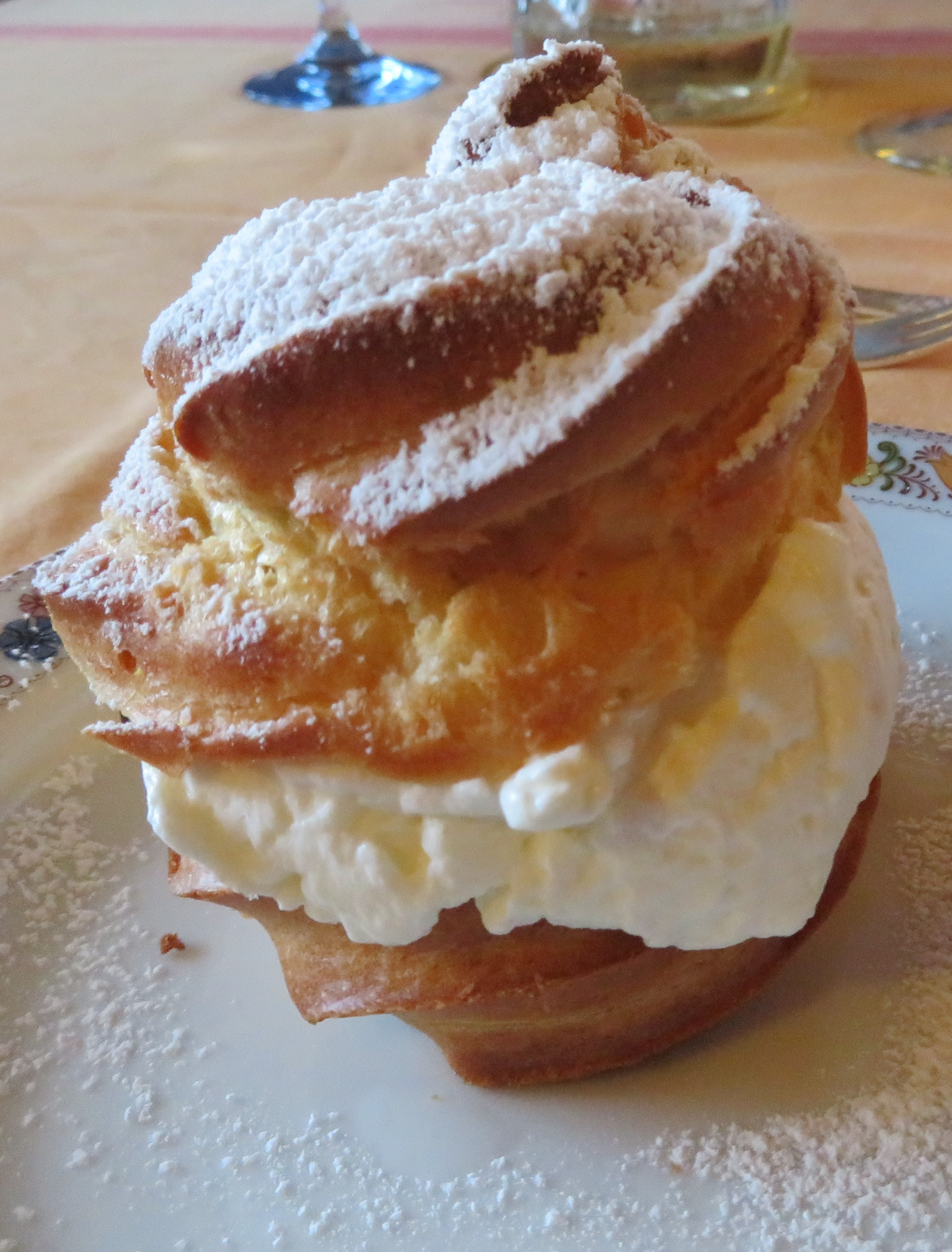
Виндбойтель со взбитыми сливками

Ви́ндбойтель (нем. Windbeutel — букв. «ветреник», «ветропляс») — немецкое пирожное из заварного теста шарообразной формы, начинённое взбитыми сливками или ванильным кремом и посыпанное сахарной пудрой. Виндбойтель внешне похож на профитроли, но имеет более крупный размер — с кулак. Виндбойтели иногда декорируют шоколадной глазурью или сервируют с фруктовым или ягодным соусом. Виндбойтель считается специалитетом берлинской кухни. В чешской кухне пирожное фигурирует под названием «ветреник». Внешне похожим на виндбойтель выглядит швабский десертный специалитет пфитцауф.
Название «Золотой виндбойтель» (нем. Goldener Windbeutel) в Германии носит антипремия немецкой организации по защите прав потребителей Foodwatch, присуждаемая ежегодно с 2009 года торговым маркам продуктов питания, производители которых дают «ветреные» рекламные обещания, не соответствующие действительным свойствам товаров.